# Centre d'essais ferroviaires
Ne doit pas être confondu avec Centre européen d'essais ferroviaires.
 (juin 2023).
Si vous disposez d'ouvrages ou d'articles de référence ou si vous connaissez des sites web de qualité traitant du thème abordé ici, merci de compléter l'article en donnant les références utiles à sa vérifiabilité et en les liant à la section « Notes et références ».
Le Centre d'essais ferroviaires (CEF) est une société anonyme dont l'activité consiste à louer des moyens d'essais et des services aux différents acteurs de la filière ferroviaire, afin de tester les matériels roulants, les systèmes de signalisation, les éléments d'infrastructure ou, dans une moindre mesure, réaliser des opérations de maintenance sur le matériel ou des actions de formation.
Il est composé de deux centres d'essais, appelés CEF 1 et CEF 2, respectivement situés à Petite-Forêt (Nord) et Tronville-en-Barrois (Meuse), ainsi que d'un laboratoire d'essais accrédité.

## Historique
Créé en 1998, sur la commune de Petite-Forêt (près de Valenciennes), sous l'impulsion des principaux acteurs locaux du secteur ferroviaire et de la région Nord-Pas-de-Calais, sa vocation initiale était de permettre aux industriels d'y mettre au point des matériels roulants urbains et des systèmes de signalisation. Après son inauguration en 2000, il sera notamment utilisé pendant plusieurs années pour la validation des métros automatiques des lignes North East Line et Circle Line de Singapour.
Dès lors, CEF améliore ses moyens d'essais et élargit le champ de ses prestations, afin de répondre aux besoins de la filière ferroviaire. C'est dans cette optique qu'en 2009, à l'issue d'une augmentation de capital pour permettre son développement, Alstom Transport devient le principal actionnaire de CEF.
En 2010, à la suite du gain par Alstom d'un appel d'offres national pour la construction des trains régionaux Régiolis et à la pénurie de moyens d'essais en Europe pour ce type de matériel, un accord est conclu, avec l'ex Réseau ferré de France, pour convertir en infrastructure d'essais une voie ferrée, devenue surabondante lors de la mise en service de la LGV-EE, voie située entre les communes de Tronville-en-Barrois et Loxéville, près de Bar-le-Duc, dans la Meuse. En 2011, CEF s'enrichit ainsi d'un second centre d'essais, dit CEF 2. Un accident ferroviaire, intervenu le jour de son inauguration, repoussera la mise en exploitation à juin 2012.

## Sites et prestations

### CEF 1 (Petite-Forêt, Nord)
Principalement conçu pour le matériel roulant urbain, le CEF 1 dispose de plusieurs voies d'essais (voie de vitesse, anneau d'endurance, voie pour matériel sur pneus), bancs (voie des gauches, voie en S, banc de pesée), voies de stockage et bâtiments techniques.
Il permet des vitesses allant jusqu'à 110 km/h en pointe, dispose de caténaires et de troisièmes rails, et offre tous les types de tension.
En 2023, une enceinte climatique de 45m de long a été inaugurée, permettant d'exposer le matériel roulant à de fortes amplitudes (+70° / -45°).

### CEF 2 (Tronville-en-Barrois, Meuse)
Principalement conçu pour le matériel conventionnel (périurbain, régional, grandes lignes), le CEF 2 dispose d'une voie d'essais de 12 km, électrifiée en 25 kV et 1 500 V, permettant d'atteindre 160 km/h en vitesse stabilisée. Il possède également plusieurs voies de stockage et un hall technique.

### Laboratoire d'essais

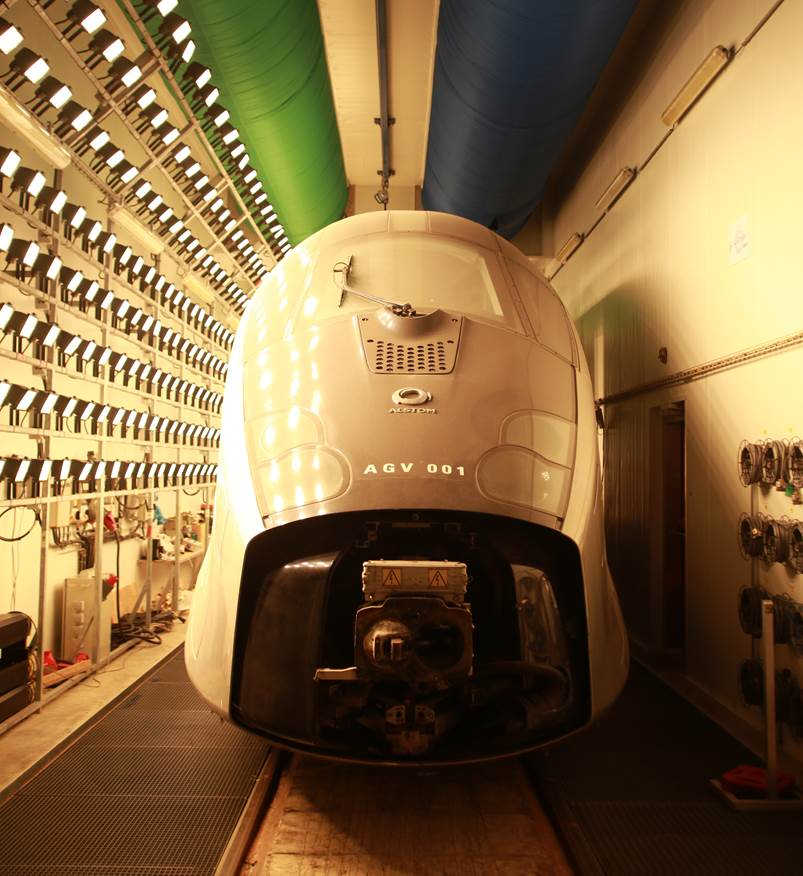
Chambre climatique d'Alstom, avec une motrice AGV.

Le laboratoire de CEF réalise lui-même certaines prestations, pour le compte de ses clients (aptitude au non-déraillement, pesées, résistance à l'avancement, freins…) ou commercialise celles de laboratoires partenaires (essais climatiques, essais acoustiques…).

## Clients de l'entreprise
Les principaux utilisateurs des sites de CEF sont des constructeurs de matériel roulant (Alstom, CAF, Stadler, Vossloh…) et des exploitants (SNCF, RATP). L'entreprise accueille également des fournisseurs de systèmes de signalisation, des fabricants d'éléments d'infrastructure, des laboratoires d'essais et des centres de formation.